# Sankuissi
Sankuissi est une commune rurale située dans le département de Boudry de la province du Ganzourgou dans la région du Plateau-Central au Burkina Faso.

## Géographie
Le village situé à environ 8 km de Nédogo et 15 km de la ville de Zorgho.

## Santé et éducation
Sankuissi accueille un centre de santé et de promotion sociale (CSPS) tandis que le centre médical avec antenne chirurgicale (CMA) le plus proche se trouve à Zorgho.